# Gulmit
Gulmit è il capoluogo del Tehsil di Gojal nella regione autonoma di Gilgit-Baltistan. Wakhi è la lingua parlata nel luogo.